# Cornelia Ernst
Cornelia Ernst (Bad Saarow, 30 novembre 1956) è una politica tedesca.
Dal 2009 è membro del Parlamento europeo per Die Linke.

## Biografia
Laureata in Scienze, fin da giovane si iscrive al Partito Socialista Unificato di Germania (SED), formazione della Germania Est che si dissolverà nel 1990. Dopo la riunificazione tedesca è membro del PDS e poi dal 2007 di Die Linke.
Dal 1998 è membro del Parlamento regionale della Sassonia, dal 1999 al 2009 è consigliera comunale a Dresda.
Viene eletta al Parlamento europeo in occasione delle elezioni europee del 2009, conferma il seggio anche nel 2014 e nel 2019.